# Сакугава Канга
Канга Сакугава (известен още като „Тоде“ Сакугава) е един от основоположниците на Окинавското Карате. Роден е през 1786 и умира през 1867 г. С неговото име се свързва т.нар. трансформация на китайските бойни изкуства в окинавския вариант, който се изучава и до днес.
Още от ранна възраст Сакугава се занимава с бойни изкуства пренесени на Окинава от китайски изселници или от будистки монаси. Първият учител на Сакугава е Пейчин Такахара от Аката. След като навършва 17 години Сакугава започва тренировки при известния тогава китайски майстор Кусанко (кит. Гун Сян-Цзюн), който преподавал Кенпо в Окинава. От този майстор Сакугава заимства катата Кусанку, която се изпълнява и до днес от практикуващите Карате. Кусанко е вариант на китайското Тао „Фейхе Цюан“ или „Летящия Жерав“; катата се характеризира с изпълнение на отпуснати и плавни движения и с взривно освобождаване на енергия. Това е т.нар принцип „Фа-Дзин“ (вибрираща енергия) в китайското Кенпо.
Сакугава посещава многократно Китай във връзка с изучаването на Кенпо (Цюан Фа). Той е човекът, който за пръв път използва термина Карате, означаващ „Китайска ръка“, също така и Шорин Рю (Млада Гора) като има предвид манастира Шао Лин. Известен е още със създадения от него Доджо етикет (яп. Доджо Кун). „Тоде“ Сакугава е завещал на практикуващите няколко кати, една от която е Сакугава но-кун (тояга). Подготвя много ученици; един от най-известните и най-добрите сред тях е Сокон „Буши“ Мацамура.